# Wat Samphran

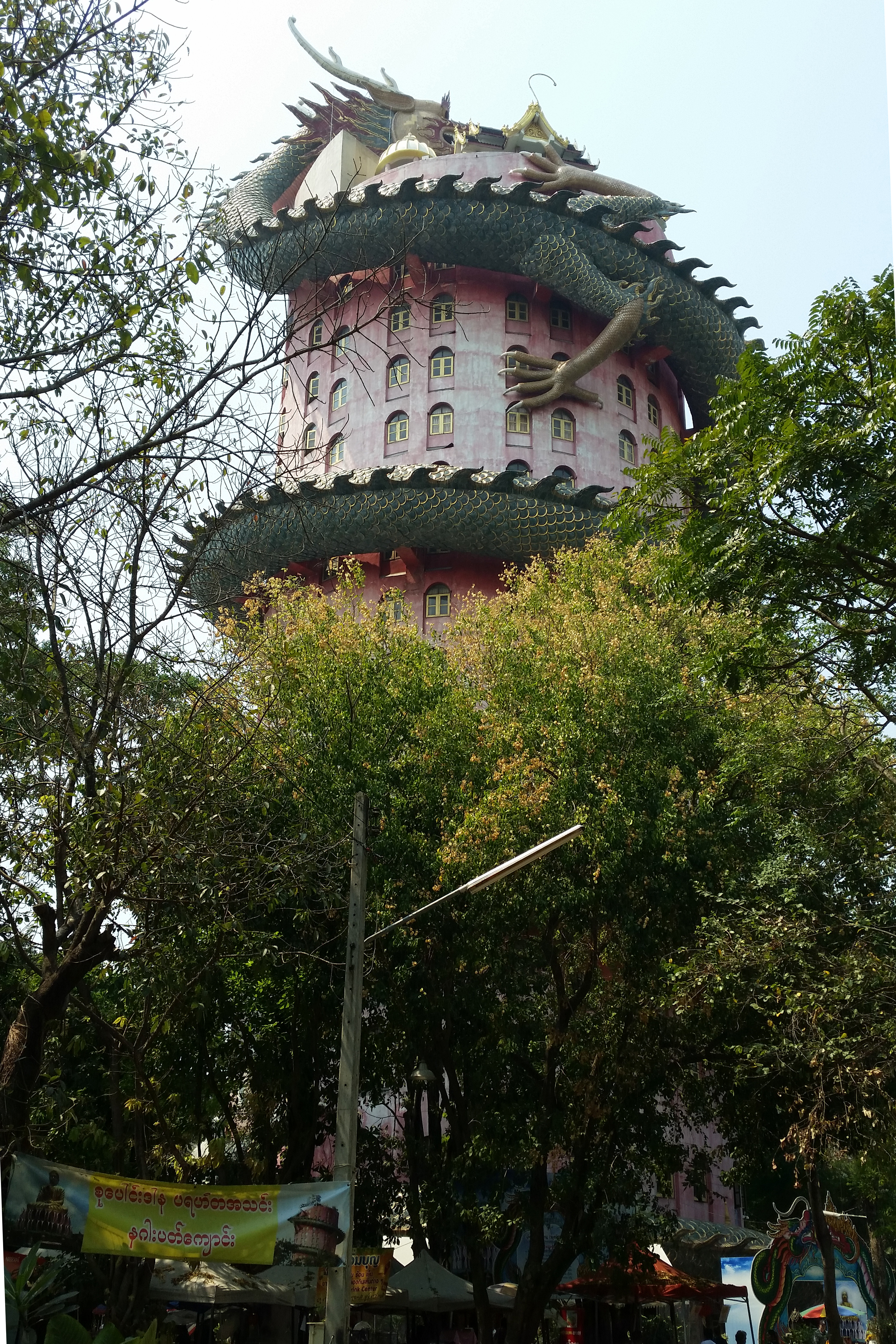
Wat Samphran

Wat Samphran (Thai วัดสามพราน) ist ein buddhistischer Tempel (Wat) im Landkreis Sam Phran, Provinz Nakhon Pathom, ca. 40 Kilometer westlich von Bangkok. Der Tempel wurde 1985 offiziell registriert.
Das markanteste Gebäude des Tempels ist ein 17-stöckiger pinker, zylindrischer Bau, an dessen Außenseite sich ein Drache herumschlängelt, der im Innern hohl ist und in dem sich ein Treppenaufgang befindet, der aber teilweise in sehr schlechtem Zustand ist.
Im Jahr 2004 wurde Luang Phor Pawana Buddho, ein ehemaliger Abt des Tempels, zu 160 Jahren Haft verurteilt, da er neun minderjährige Mädchen, die im Tempel gelebt hatten, in insgesamt 28 Fällen vergewaltigt haben soll. Er muss nun die thailändische Höchststrafe von 50 Jahren im Gefängnis verbringen. Einige ehemalige Nonnen, die die Mädchen für den Abt in den Tempel gelockt haben sollen, erhielten Haftstrafen zwischen 10 und 30 Jahren.